# Rue Masson (Lyon)
Pour les articles homonymes, voir Rue Masson.
La rue Masson est une rue du quartier des pentes de la Croix-Rousse dans le 1er arrondissement de Lyon, en France.

## Situation et accès
Elle débute par des escaliers au niveau de la rue du Bon-Pasteur et se termine en rue jusqu'à la montée des Carmélites.

## Origine du nom
La rue doit son nom aux maçons qui ont travaillé à la démolition de la citadelle de Lyon.

## Histoire
La rue Masson était autrefois celle qui porte maintenant le nom de rue du Bon-Pasteur ; la rue dont nous parlons portait le nom de petite rue de Masson. La rue Masson ayant changé de nom en 1858, la petite rue de Masson devient la rue Masson.
En 1564, Charles IX fait édifier une citadelle. Celle-ci est démolie en 1585 et un chemin est ouvert pour faciliter l'accès des charriots qui transportent les matériaux venant de la démolition, car on avait réquisitionné tous les maçons et manœuvres de la ville pour accélérer les travaux. Ce chemin des maçons, que l'on écrivait autrefois masson, est ensuite conservé comme chemin pour le public. La rue Masson est ouverte par le consulat à la suite d'un acte de vente de 1593.
Selon Louis Maynard, la rue doit son nom à un riche fabricant de dorures du XVIIIe siècle qui cède un terrain à la ville pour ouvrir cette ruemais cette thèse n'est pas suivie par André Steyert et Adolphe Vachet.